# Alcoa Theatre
Alcoa Theatre è una serie televisiva statunitense in 113 episodi trasmessi per la prima volta nel corso di 3 stagioni dal 1957 al 1960 sulla NBC.
Alcoa Theatre fu trasmessa a settimane alterne insieme ad un'altra serie antologica, Goodyear Theatre (le due serie sono per questo considerate da alcuni database come un'unica serie dal titolo Alcoa-Goodyear Theatre). Goodyear Theatre ed Alcoa Theatre furono poi ritrasmese in syndication con i titoli Turn Of Fate (stagione 1) e Award Theatre (stagione 2 e 3).
La serie nacque dopo la cancellazione di The Alcoa Hour (i cui episodi duravano un'ora e venivano trasmessi di domenica). The Alcoa Hour fu modificata: le puntate furono ridotte alla durata di 30 minuti, fu reintitolata Alcoa Theatre e fu trasferita al lunedì sera nel 1957. La serie impiegava una compagnia di attori che si alternavano a rotazione: David Niven, Robert Ryan, Jane Powell, Jack Lemmon and Charles Boyer.
La serie vinse tre premi Emmy nel 1959. Tra gli attori protagonisti dei vari episodi: Cliff Robertson, John Cassavetes, Brandon De Wilde, Cornel Wilde, Agnes Moorehead, Jack Carson, Walter Slezak, Gary Merrill e Tyler MacDuff.

## Trama
È una serie televisiva di tipo antologico in cui ogni episodio rappresenta una storia a sé. Gli episodi sono storie di genere vario, dal drammatico alla commedia.

## Produzione
La serie fu prodotta da Four Star Productions, Screen Gems e Showcase Productions.

### Registi
Tra i registi della serie sono accreditati:
- Robert Florey (12 episodi, 1958)
- Walter Grauman (4 episodi, 1959)
- Robert Ellis Miller (4 episodi, 1959)
- Alvin Ganzer (2 episodi, 1957-1958)
- Andrew McCullough (2 episodi, 1957)
- Don McDougall (2 episodi, 1958)
- Don Taylor (2 episodi, 1959-1960)
- Don Weis

## Episodi
| Stagione         | Episodi | Prima TV USA | Prima TV Italia |
| ---------------- | ------- | ------------ | --------------- |
| Prima stagione   | 39      | 1957-1958    |                 |
| Seconda stagione | 37      | 1958-1959    |                 |
| Terza stagione   | 37      | 1959-1960    |                 |